# Яргорів

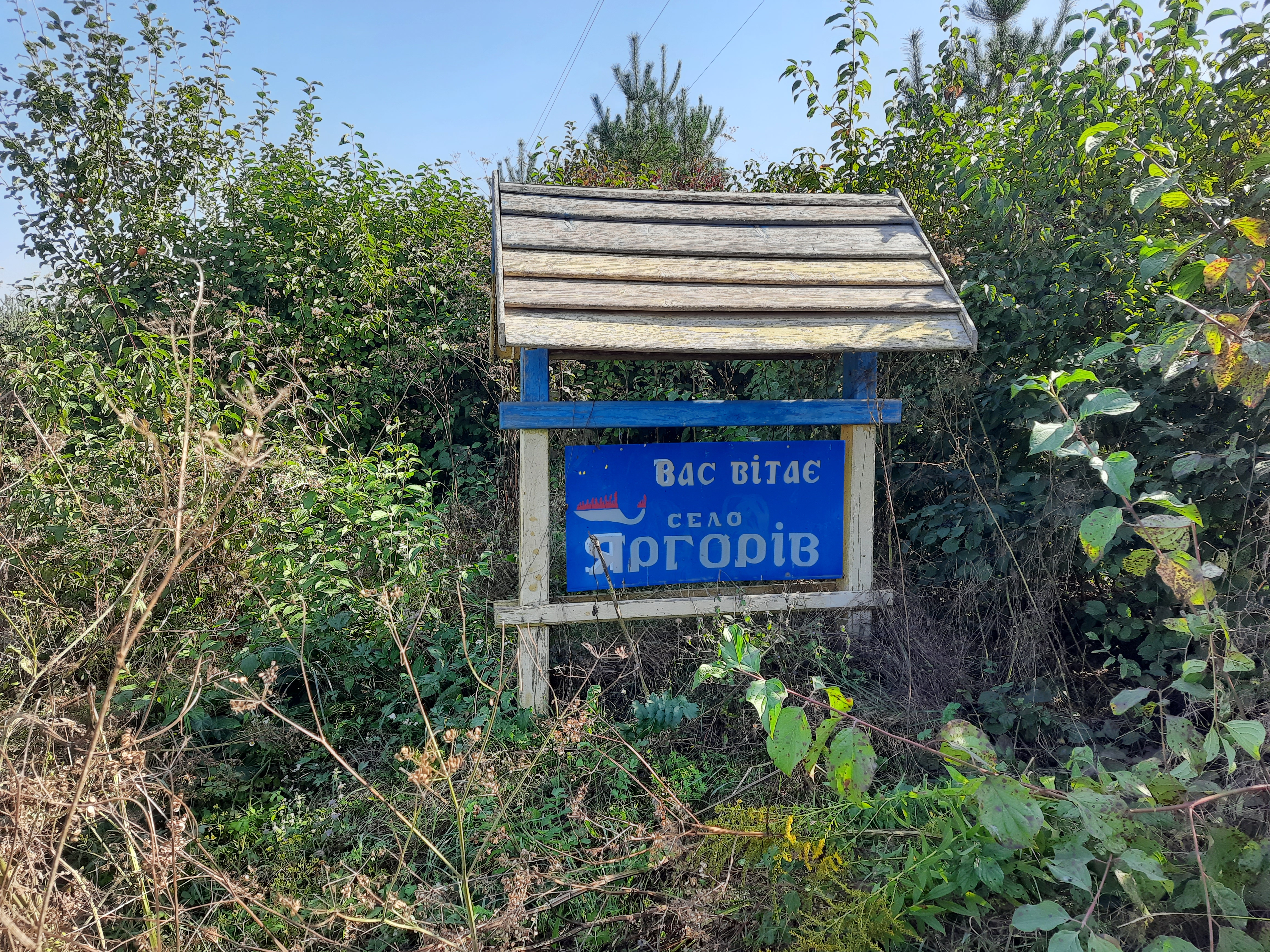
Знак при вїзді в село

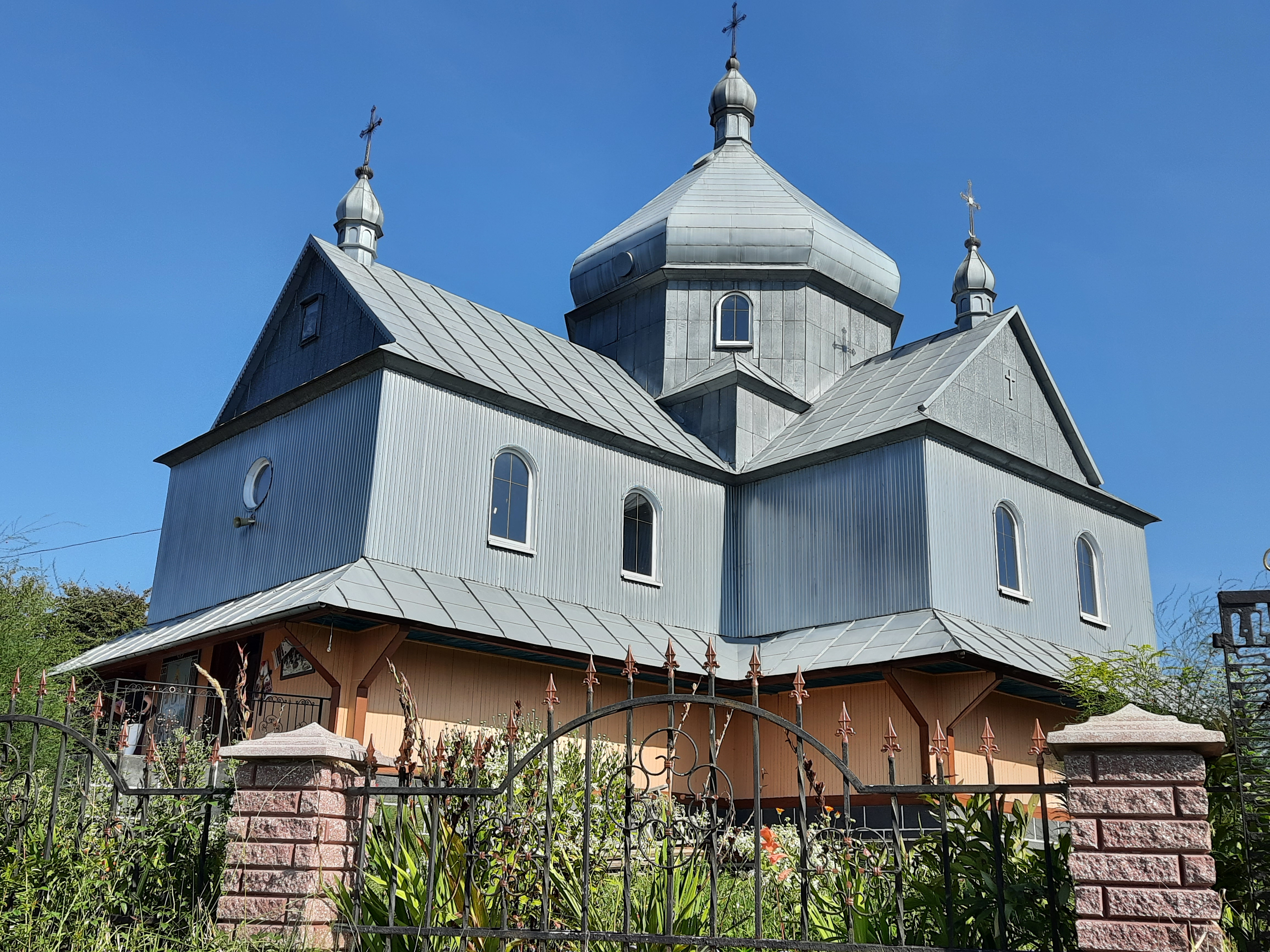
Церква Успіння Пресвятої Богородиці

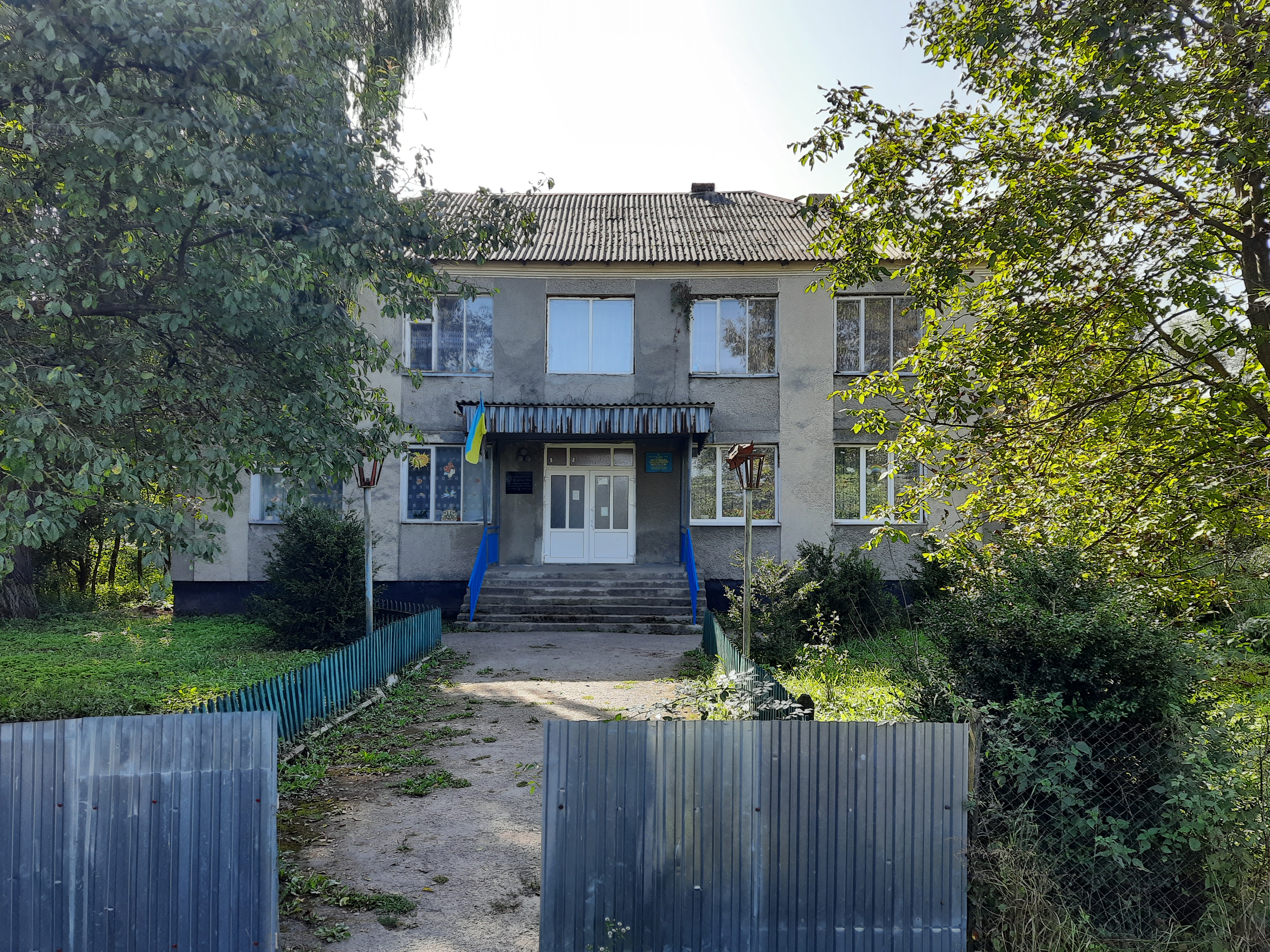
Школа

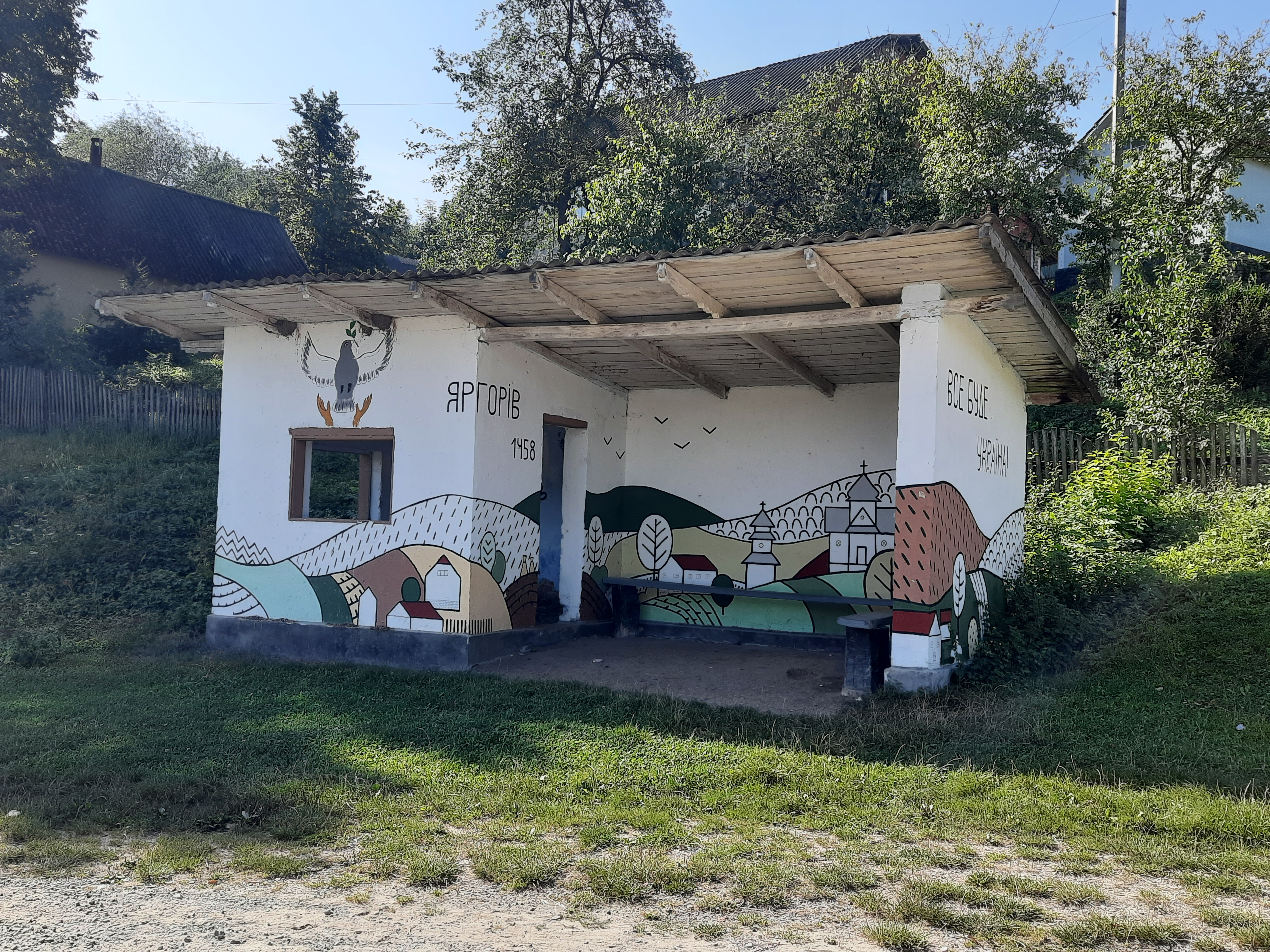
Автобусна зупинка

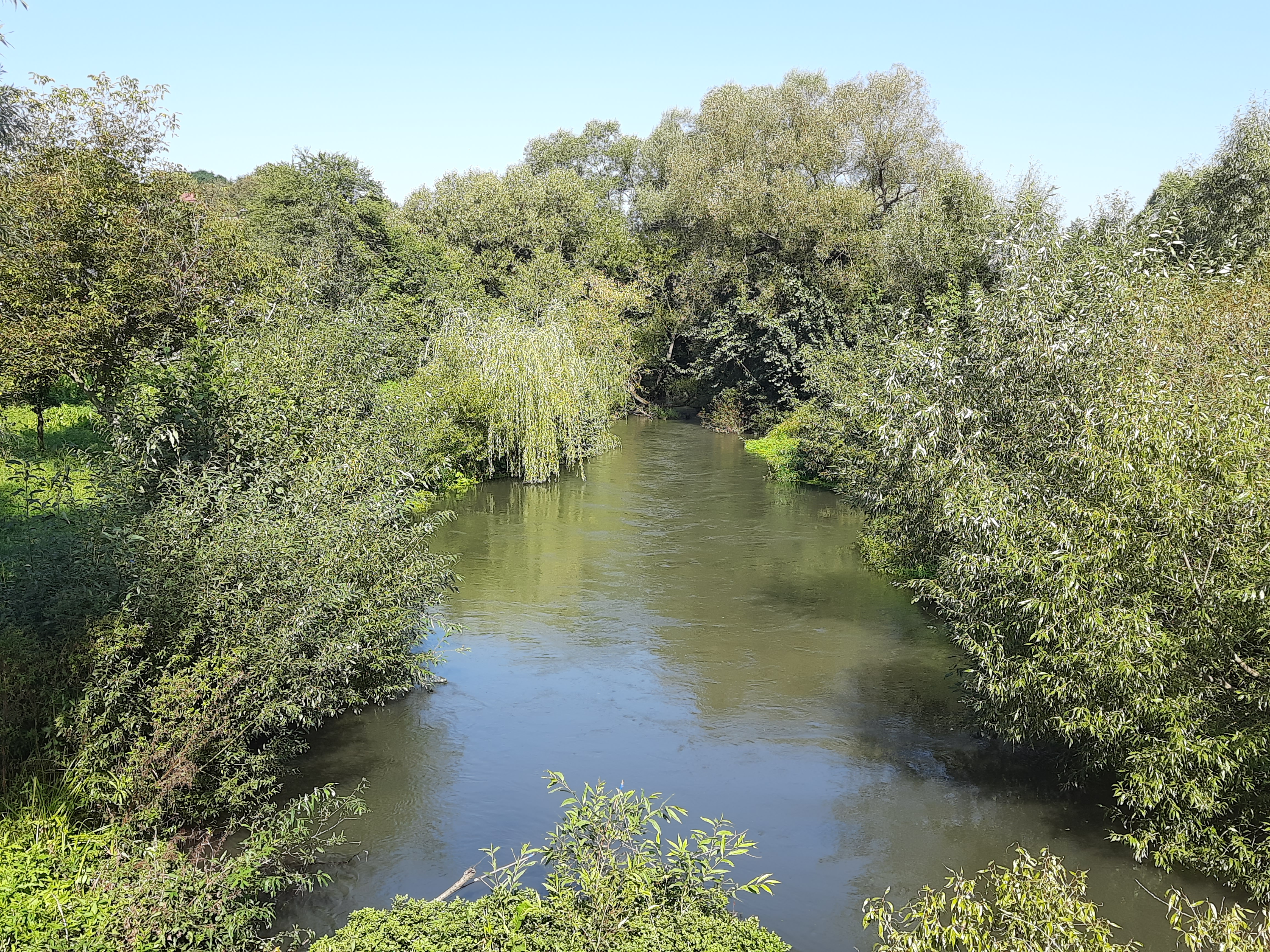
Річка Золота Липа біля села

Я́ргорів — село в Україні, у Монастириській міській громаді Чортківського району Тернопільської області.
Розташоване на річці Золота Липа, на заході району. Центр Яргорівської сільської ради (до 2020 р.)
Населення — 532 особи (2014).
Приблизно до середини XX століття на північ від Яргорова, під горою Зубрик був однойменний хутір. Згодом його мешканці, через велику віддаленість від села (бл. 4-5 км до центру), переселилися до Яргорова.

## Географія
Серединою села протікає річка Золота Липа (витікає біля Золочева, а в селі Золота Липа впадає у Дністер), практично ділить село на основних 4 вулиці. 
Вище проти течії Золотої Липи — село Коржова, нижче — село Гранітне.

Найвищою вершиною Яргорова є гора Шинтелів.
Цікавим географічним об'єктом, що знаходиться на території села, є водойма, що серед місцевих має назву "Віднеско".
За детальнішою інформацією про село, його пам'ятки, історію та географію можна звертатися до Крижанівського В.,сільської бібліотеки (Руда Г.М.).

### Гори Деренова та Соколова
Гори Деренова та Соколова розташовані на сході Яргорова і утворюють цікаву панораму, яка вражає ще з першого погляду, коли тільки в'їжджаєш в село. У Яргорові ходить багато цікавого фольклору (віршів, пісень) про дві гори-сестри. "Деренова - Соколова були собі сестри, Деренова й Соколова любились заплестись".
Назва гори Деренова походить, очевидно, від дерену, куща, що масово тут поширений, особливо по південно-західних підніжжях Деренови. На північному сході гори на поверхню виходять вапняки, які через довготривале вивітрювання та інші сили природи сильно подрібнився і зрідка місцеві мешканці використовують його для своїх потреб. Варто відзначити, що східна частина має стрімке підніжжя, вапнякові виходи  безлісні, а південна частина гори переходить у своєрідний хребет. Окремим жолобом Деренова відділяється від Соколови.
Гора Соколова знаходиться зліва від Деренови (якщо дивитися із села). Одна із версій назви Соколова походить від того, що у лісах гори гніздилося багато соколів. Ходить також легенда, що ще за древніх часів, коли на Землі жили люди велетні один брат рубав ліс на Деренові, а другий на Соколові. Один попросив у іншого сокиру і той з гори на гору передав братові сокиру.

### Зубрик
Гора Зубрик розташована на півночі села і являє собою своєрідний невеличкий хребет, що простягається з півночі на південь на кілька сотень метрів. Західний схил гори дуже крутий і покритий мішаним лісом (сосна, бук, береза). У деяких місцях ґрунт покритий мохом.

### Імшина
Імшина — одне з найдовших гірських пасом села Яргорів. Імшина простягається зі сходу на південний захід в сторону села Гранітне. Північний схід хребта стрімкий, покритий лісом. Річка Золота Липа є своєрідною природною перепоною між Імшиною і власне територією села. Серед довгожителів села збереглися свідчення, що саме з боку Імшини на територію Яргорова увірвалися орди татар, що в давнину робили набіги на українські землі. Приблизно посередині Імшини є пологий яр, який називають Провалом (походить від того, що саме тут "провалилися" татари в село).
Також у Яргорові водяться такі місцеві назви окремих місцин: Зогумінки, Ловий Кут, Лушки, Юськів Рів, Засадки, Сасова, Шинтелів, Криміна, Піддовжиків, Громадська Гуща, Відники, Частогруші, Помірки, Юстинин Рів, Ксьонзова Гуща, Підбучина, Жиливузи, Відники, Середній Лан,  Ліна, Підліна (2 останні разом із селом Коржова)
Острів на Золотій Липі
Вверх проти течії річки Золота Липа за 1-1,5 км  в північному, північно-західному напрямку Яргорова є невеликий острів, який швидше за все утворився тут одразу після меліоративних робіт, що велися ще за часів СРСР. З вигляду має бл. 50-80 м², під час повеней — менше і сформований з нанесеного мулу та піску. Вкритий рослинністю та в основному вербами.

## Назва
Назва, за місцевою легендою, походить від слів «Яр горів», бо нібито в давнину, коли татари напали на село, знищили багато людей і їхні статки, розійшовся великий дим. Мешканці сусідніх сіл перепитувалися між собою: «Що сталося? Звідки цей дим?», а їм відповідали: «Це яр горів». Звідси й пішла назва села. Крім легенди, існує інша думка — про походження назви від давньослов’янського імені Яргор.

## Історія
Перша писемна згадка — 1458.
Згадується  23 жовтня 1475 року в книгах галицького суду .
У податковому реєстрі 1515 року в селі документується млин і 4 лани (близько 100 га) оброблюваної землі та ще 3 лани тимчасово вільної.
За переказами, в давнину у південній частині сучасного села існувало містечко Скоків, яке було знищено татарами, у західній частині сучасного Яргорова було поселення Відники.
Влітку 1915 року Ягорів перебував у фронтовій смузі між австро-угорською та російською арміями під час Першої світової війни.
В середині XX століття у селі нараховувалося понад 1100 мешканців.
Протягом 1962⁣ — ⁣1966 село належало до Бучацького району.
Приблизно до середини 1990-х рр. на південному-заході в урочищі Шакова Долинка були два окремі господарства.
12 червня 2020 року, відповідно до розпорядження Кабінету Міністрів України № 724-р «Про визначення адміністративних центрів та затвердження територій територіальних громад Тернопільської області» увійшло до складу Монастириської міської громади.
19 липня 2020 року, в результаті адміністративно-територіальної реформи та ліквідації Монастириського району, село увійшло до складу Чортківського району.

## Політика

### Парламентські вибори, 2019
На позачергових парламентських виборах 2019 року у селі функціонувала окрема виборча дільниця № 610708, розташована у приміщенні школи.
Результати
- зареєстрований 401 виборець, явка 65,34%, найбільше голосів віддано за Радикальну партію Олега Ляшка — 21,14%, за Всеукраїнське об'єднання «Батьківщина» — 20,33%, за «Слугу народу» — 19,92%.[6] В одномандатному окрузі найбільше голосів отримав Микола Люшняк (самовисування) — 35,77%, за Ігоря Сопеля (Слуга народу) — 19,23%, за Аллу Стечишин (самовисування) — 15,38%[7].

## Пам'ятки
- Поблизу села виявлено археологічні пам'ятки періодів пізнього палеоліту, трипільської та голіградської культур:

- Поселення Яргорів I (трипільська культура (IV — кін. III тис. до н. е.));
- Поселення Яргорів II (трипільська культура (IV — кін. III тис. до н. е.));
- Стоянка та поселення Яргорів III (пізній палеоліт (40—10 тис. років тому); трипільська культура (IV — кін. III тис. до н. е.));
- Стоянка та поселення Яргорів IV (пізній палеоліт (40—10 тис. років тому); трипільська культура (IV — кін. III тис. до н. е.));
- Стоянка Яргорів V (пізній палеоліт (40—10 тис. років тому));
- Поселення Яргорів VI (трипільська культура (IV — кін. III тис. до н. е.); голіградська культура (XI—VII ст. до н. е.));
- Поселення Яргорів VIII (трипільська культура (IV — кін. III тис. до н. е.));

- У селі існувала церква святої Параскевії (1808, яка  знаходилась  на  старому  цвинтар і  була  спалена, а  в 1928)  побудована нова  церква Успіння Пресвятої Богородиці.
- Насипана символічна могила Борцям за волю України (1990-ті), встановлено пам'ятний хрест на честь скасування панщини.
- Ботанічні пам'ятки природи місцевого значення: Яргорівська бучина № 1, Яргорівська бучина № 2 та Яргорівська бучина №3.

## Соціальна сфера
Працюють ЗОШ 1-2 ступенів, клуб, бібліотека, ФАП, селян. спілка «Яргорівська», торговельний заклад.
У селі діє футбольна команда «ФК Яргорів», яка 24 травня 2009 року грала у фіналі кубка Монастириського району проти команди Слобідки (зазнала поразки 1:4). До цього часу футболісти Яргорова виграли у Гончарівки (2:0) і на центральному стадіоні району у команди «Опілля» (Горожанка) з рахунком 3:2.

## Населення

### Мова
Розподіл населення за рідною мовою за даними перепису 2001 року:
| Мова       | Кількість | Відсоток |
| ---------- | --------- | -------- |
| українська | 655       | 99.7%    |
| російська  | 2         | 0.3%     |
| Усього     | 657       | 100%     |

## Відомі люди
- актор і письменник Володимир Бучацький[9]
- актор Лонгин Бучацький.
- Білоус Дмитро Йосипович, 1900 р., с. Яргорів, освіта 5 кл. Заарештований 06.05.1941 р. Коропецьким РВ НКВС (ст. 54-2, 54-11 КК УРСР). Член ОУН. Перебував у тюрмі м. Чортків. Розстріляний без суду 21.07.1941 р. в тюрмі м. Умань Черкаської обл. Реабілітований 27.02.1990 р. (5706-П).[10]

## Рекорд Золотої Липи
Влітку 1957 року на річні Золотій Липі, що протікає серединою Яргорова був зафіксований найбільший паводок в Україні Протягом кілька годин здебільшого на території сусіднього Підгаєцького району випала аномально велика кількість опадів, що спричинило паводок на річках Золота Липа та Коропець.